# Cheiloneurus chlorodryini
Cheiloneurus chlorodryini är en stekelart som beskrevs av Perkins 1906. Cheiloneurus chlorodryini ingår i släktet Cheiloneurus och familjen sköldlussteklar. Inga underarter finns listade i Catalogue of Life.